# 罗家屯站
罗家屯站位于河北省迁西县罗家屯乡，是大秦铁路的一座火车站，等级为四等站，距大同站544公里，距秦皇岛站109公里，本站及相邻上下行区间均为电气化区段。大秦铁路为煤运铁路，全线不办理客运业务。